# Niels Weyde
Niels Weyde-Andersen (født 27. marts 1945, død 12. juli 2017 i Herlev) var en dansk skuespiller og tegnefilmsdubber.
Weyde var uddannet fra Statens Teaterskole i 1982. Han var også uddannet skolelærer.
Han døde på Herlev Hospital efter længere tids sygdom.

## Filmografi
| - Mikkels motiver (1985) - Roser og persille (Tango for tre) (1993) - Frække Frida og de frygtløse spioner (1994) - Kun en pige (1995) - Her i nærheden (2000) - Offscreen (2006) - Cecilie (2007) - Hvordan vi slipper af med de andre (2007) - Spillets regler (2008) - Klovn: The Movie (2010) - Klovn Forever (2015) | - Niels Klims underjordiske rejse (1984) - Mørklægning (1992) (Mini series) - Kun en pige (1995) (Mini series) - Strisser på Samsø (1998) - Krøniken (2003-2006) - Nynne (2006) - Klovn (2006-2009) - 2900 Happiness (2007) - Sommer (2008) - Livvagterne (2009) - Lykke (2011) - Borgen 2 (2011) - Forbrydelsen III (2012) |

### Udvalgt dubbing
- Smølferne (1988 →) (TV serie)
- Aristocats (1990) (Minor redubbed figure)
- Dyrene fra Lilleskoven (1992-1995) (TV serie)
- Toy Story (1995)
- Mary Poppins (1995)
- Babe - den kække gris (1995)
- Klokkeren fra Notre Dame (1996)
- Casper - Den magiske Begyndelse (1997)
- Pippi Langstrømpe (1997)
- Flubber (1997)
- Pocahontas 2: Rejsen til England (1998)
- Prinsen af Egypten (1998)
- Babe - den kække gris kommer til byen (1998)
- Tarzan (1999)
- Tigerdyrets familiefest (2000)
- Nu er det nu - segment "Hundebanden" (2000) (TV serie)
- Bogen om Peter Plys - Historier fra hjertet (2000)
- Ice Age (2000)
- Shrek (2001)
- Harry Potter og De Vises Sten (2002)
- Araki - The Killing of a Japanese Photographer (2003) (kortfilm)
- Grislings Store Eventyr (2003)
- Bjørne Brødre (2004)
- Harry Potter og Flammernes Pokal (2005)
- Princess (2006)
- Happy Feet (2006)
- Min skøre familie Robinson (2007)
- Buzz! Junior: Monster Rumble (2007)
- Beverly Hills Chihuahua (2008)
- Star Wars: The Clone Wars (2008 →) (TV serie)
- Æblet & ormen (2009)
- Peter Plys - Nye eventyr i Hundredemeterskoven (2011)